# ام وارد
ام وارد (انگلیسی: M. Ward؛ زادهٔ ۴ اکتبر ۱۹۷۳) یک موسیقی‌دان اهل ایالات متحده آمریکا است. وی از سال ۱۹۹۹ میلادی تاکنون مشغول فعالیت بوده‌است.
او همراه با زویی دشانل عضو گروه دو نفره شی اند هیم است.